# Хагігат Рзаєва
Хагігат Алі кизи Рзаєва (азерб. Həqiqət Rzayeva; 20 травня 1907, Ленкорань — 2 серпня 1969, Баку) — азербайджанська оперна, народна та естрадна співачка, Народна артистка Азербайджанської РСР (1943).

## Біографія
Хагігат Рзаєва народилася 1907 року в маленькому селі під Ленкоранью (південно-східний Азербайджан). Її батько помер від запалення легенів, коли їй було 18 місяців. Другим шлюбом мати вийшла заміж за релігійного фанатика, який часто забороняв пасербиці відвідувати світську школу і займатися мистецтвом. Тим не менш, в 1917 році Хагігат почала навчання в школі Мар'ям Байрамалібекової, де наявність гуртків за видами мистецтва допомогло їй розвинути її співочий й драматичний таланти. Після радянізації Рзаєва переїхала до Баку, щоб вступити до педагогічного училища. Тут, виступаючи в аматорських драматичних постановках при училищі, вона зацікавилася оперою і професійним театром.
У 1927 році Хагігат Рзаєва була запрошена на прослуховування, за результатами якого її взяли на роботу до Азербайджанського театру опери. Одночасно вона вступила до Азербайджанської державної консерваторії, де вивчала мугам і оперу.

З 1943 року Хагігат Рзаєва — народна артистка Азербайджану. Її найвідоміші ролі — Лейлі («Лейлі і Меджнун» Узеїра Гаджибекова), Сенем («Не та, так ця» У. Гаджибекова), Теллі («Аршин мал алан» У. Гаджибекова), Аслі («Аслі і Керем» У. Гаджибекова), Шах-Сенем («Ашик Гаріб» 3ульфугара Гаджибекова) Араб Зенгі («Шах Ісмаїл» Мусліма Магомаєва). У 1952 році Хагігат Рзаєва розпочала концертну діяльність.
Оригінальний текст (рос.)
P3AEBA, Агигат Кули кызы [ р. 20.V(2.VI).1907] - азерб. сов. артистка оперы (сопрано). Нар. арт. Аз. ССР (1943). Участвовала в художеств. самодеятельности. С 1927 - солистка Т-ра оперы и балета им. Ахундова (Баку). Р. - одна из первых азерб. оперных артисток, поёт партии драматич. сопрано и меццо-сопрано. В её исполнении сочетаются задушевность, непосредственность нар. пения с высокой проф. культурой.

Лучшие партии: Асли ("Асли и Керем" У. Гаджибекова), Шах-Сенем ("Ашик Гариб" 3. Гаджибекова). Другие партии: Араб Зенги ("Шах Исмаил" Магомаева), Лейли, Тел-ли ("Лейли и Меджнун", "Аршин мал алан" У. Гаджибекова).

С 1952 ведёт концертную деятельность.
Вона була одружена з Гусейном Рзаєвим, що працював постановником в Театрі опери. Їх двоє синів згодом стали музикантами, а дочка — викладачкою літератури в Бакинській музичній академії.

## Фільмографія
- 1930 — «Лятіф»
- 1934 — «Ісмет»
- 1958 — «Мачуха»

## Пам'ять
Іменем Хагігат Рзаєвої названа одна з вулиць у Баку.